# Valle de las Navas
Valle de las Navas är en kommun i Spanien.   Den ligger i provinsen Provincia de Burgos och regionen Kastilien och Leon, i den norra delen av landet, 230 km norr om huvudstaden Madrid. Antalet invånare är 588. Arean är 111 kvadratkilometer.
Terrängen i Valle de las Navas är huvudsakligen platt, men åt nordost är den kuperad.